# Mark Dasousa
Mark Dasousa, nombre artístico de Lorenzo Giner Puchol (Ondara, Alicante, 2 de enero de 1974) es un músico, productor musical y fundador y responsable de Atomic Studio, por donde han pasado más de un centenar de artistas. Fue el ganador del Premio Trayter a Mejor productor y arreglista musical durante la gala de los Premios Enderrock 2019, y ha sido considerado «el artífice de la escena alternativa de la Comunidad Valenciana». En 2024, con Nebulossa, dúo formado con María "Mery" Bas, ganó el Benidorm Fest por su tema «Zorra» y representó a España en Eurovisión 2024, quedando en la final en el puesto número 22 de 25 países.

## Trayectoria
Mark Dasousa tuvo su primer contacto con la música a los 9 años, cuando su abuelo le enseñó los primeros acordes del acordeón. Ese mismo abuelo le regaló su primer teclado, un Casio PT-10 y una melódica. Desde entonces ha tocado en grupos como Carpe Diem, Píldora X, Atom o Solar, como cantante y teclista.
Comenzó a formarse de manera autodidacta a partir de los años 1990 y fue en 2001 cuando empezó su labor como productor, en el que ha tenido la oportunidad de trabajar con La Raíz, La Fúmiga, Pupil· les, Dubcat, Cactus Troop, Inercia, La Terraceta de Preixens, Aspencat, Ebri Knight, Sva-ters, Zoo, At Versaris, Esne Beltza, Prozak Soup , Pepet y Marieta, Feliu Ventura, Orxata Sound System, Smoking, Awakate, entre otros.